# Grand Hôtel Bellevue (Westende)

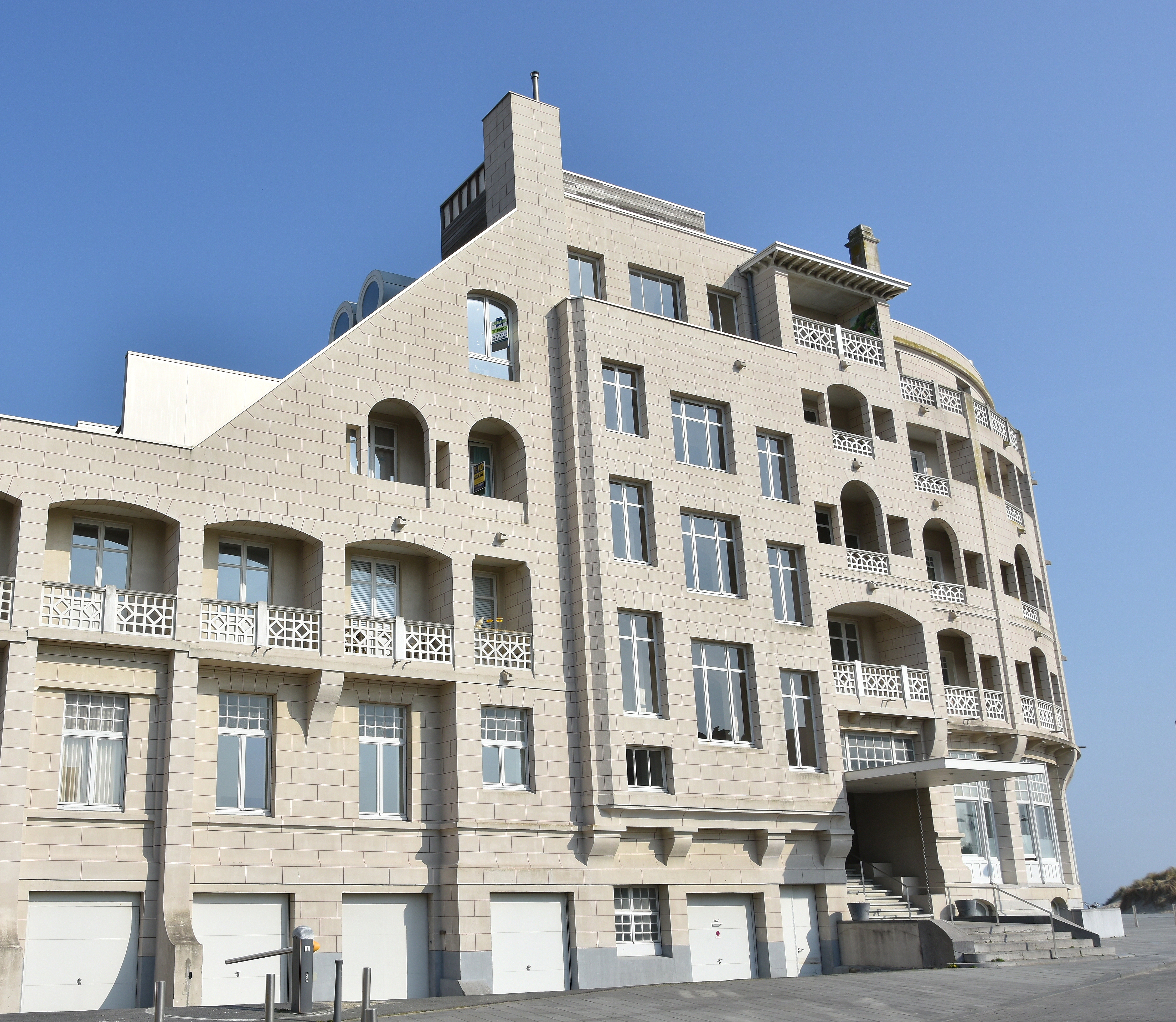
De zuidwestelijke gevel

Het Grand Hôtel Bellevue is een gebouw in de Belgische badplaats Westende. Het wordt in de volksmond ook de "Rotonde" genoemd, maar deze naam verwijst enkel naar de amfitheatervormige voorbouw. Het gebouw bestaat uit twee vleugels met een rechthoekig binnenplein, aan de oostkant afgesloten door de ronde voorbouw. Het staat aan de oostgrens van de badplaats aan de zeedijk.

## Geschiedenis
Het werd van 1909 tot 1911 gebouwd, naar het ontwerp van de befaamde architect Octave Van Rysselberghe (1855-1929, oudere broer van kunstenaar Theo Van Rysselberghe). Hij probeerde een neo-palladianisme te verzoenen met een cottage-architectuur. Het pand had een vooruitstrevende constructiemethode, waarbij een skelet uit gewapend beton werd bekleed met natuurstenen platen.
In juni 1911 werd het luxehotel geopend. Het telde toen 120 kamers, twee liften en zestien baden met warm zeewater. Ook de leden van de Koninklijke familie kwamen hier op vakantie.
Het liep heel wat schade op tijdens de twee wereldoorlogen. Na de schade van de Eerste Wereldoorlog werd het in het begin van de jaren 20 gerestaureerd en kreeg het een modernistischer karakter. Zo werd het rode pannendak, een van de cottage-elementen, vervangen door een vijfde bouwlaag en werd de zuidelijke vleugel niet meer volledig herbouwd. Na de Tweede Wereldoorlog deed nog enkel de gelijkvloerse verdieping dienst als hotel (en heet nu Hotel Rotonde). De rest van het gebouw werd in appartementen verbouwd. Het geheel heet nu opnieuw "Grand Hôtel Bellevue".
In 1984 werden de gevels en bedakingen van het gebouw beschermd als monument, in 1996 ook het interieur. In het najaar van 1997 werd begonnen aan een twee jaar durende renovatie.

## Televisie
Het hotelgedeelte vormde in 2009 het decor voor het realitytelevisieprogramma "Het Hotel Westende" op VT4.